# Adegeest (kasteel)
Adegeest is een monumentale boerderij en voormalig kasteel en buitenplaats in het Nederlandse dorp Voorschoten, provincie Zuid-Holland.

## Geschiedenis
De familie Adegeest stierf vóór 1220 al uit, waarna Adegeest bij het geslacht Van Wassenaer terecht kwam. In 1222 zou Dirk van Wassenaer de eigenaar van het kasteel zijn geweest.
In 1394 droeg Gijsbrecht van de Bossche het kasteel Adegeest op in leen aan de Hollandse graaf Albrecht. Dit is ook de eerste daadwerkelijke vermelding van het kasteel in de bronnen. Overigens had Adegeest zelf ook een leenkamer; een van de lenen van Adegeest was Huis Torenveld te Oegstgeest.
Adegeest raakte waarschijnlijk dermate zwaar beschadigd tijdens het beleg van Leiden in 1573/1574, dat het vanaf toen alleen nog als een hofstede (oftewel: boerderij) werd omschreven.
In 1672 kwam Adegeest in eigendom van Johan van Meer. Dankzij Johan en zijn nazaten werd Adegeest omgevormd tot een aanzienlijke buitenplaats: de boerderij werd tot herenhuis verbouwd, en er kwamen een moestuin en bijgebouwen als een koetshuis en stallen.
Vanaf 1774 volgden onder Wilhelmina Catharina Marcus en Johan Pompe van Meerdervoort nog meer aanpassingen, zoals nieuwe tuinen, een oprijlaan, visvijvers en een park in landschapsstijl. In 1785 werd het herenhuis verbouwd in Lodewijk XVI-stijl. Toen het landgoed in 1791 te koop werd aangeboden, bestond het uit het vernieuwde herenhuis, koetshuizen, oranjerie, diverse bijgebouwen, stallen, kassen, boomgaarden, moestuinen, vijvers en een landschapspark. Begin 19e eeuw werd de kleinere woning Klein Adegeest toegevoegd aan de buitenplaats.
In 1862 werd Adegeest verkocht door eigenaar Paul Theodore van Hoorn, die het met zijn gezin als zomerhuis had gebruikt. De familie Hooymans liet het herenhuis ombouwen tot boerderij: het onderkelderde, in oorsprong 17e-eeuwse woonhuis werd met één bouwlaag omlaag gebracht, terwijl er een stal aan het huis werd toegevoegd.
In de jaren 60 van de 20e eeuw is een deel van het park omgevormd tot openbaar park voor de nieuwbouwwijk Adegeest.
De huidige boerderij Adegeest is sinds 1968 een rijksmonument. Het betreft een witgepleisterd rechthoekig woonhuis met aan de achterzijde een laag dwarshuis.
In 2023 volgde een renovatie.

## Afbeeldingen

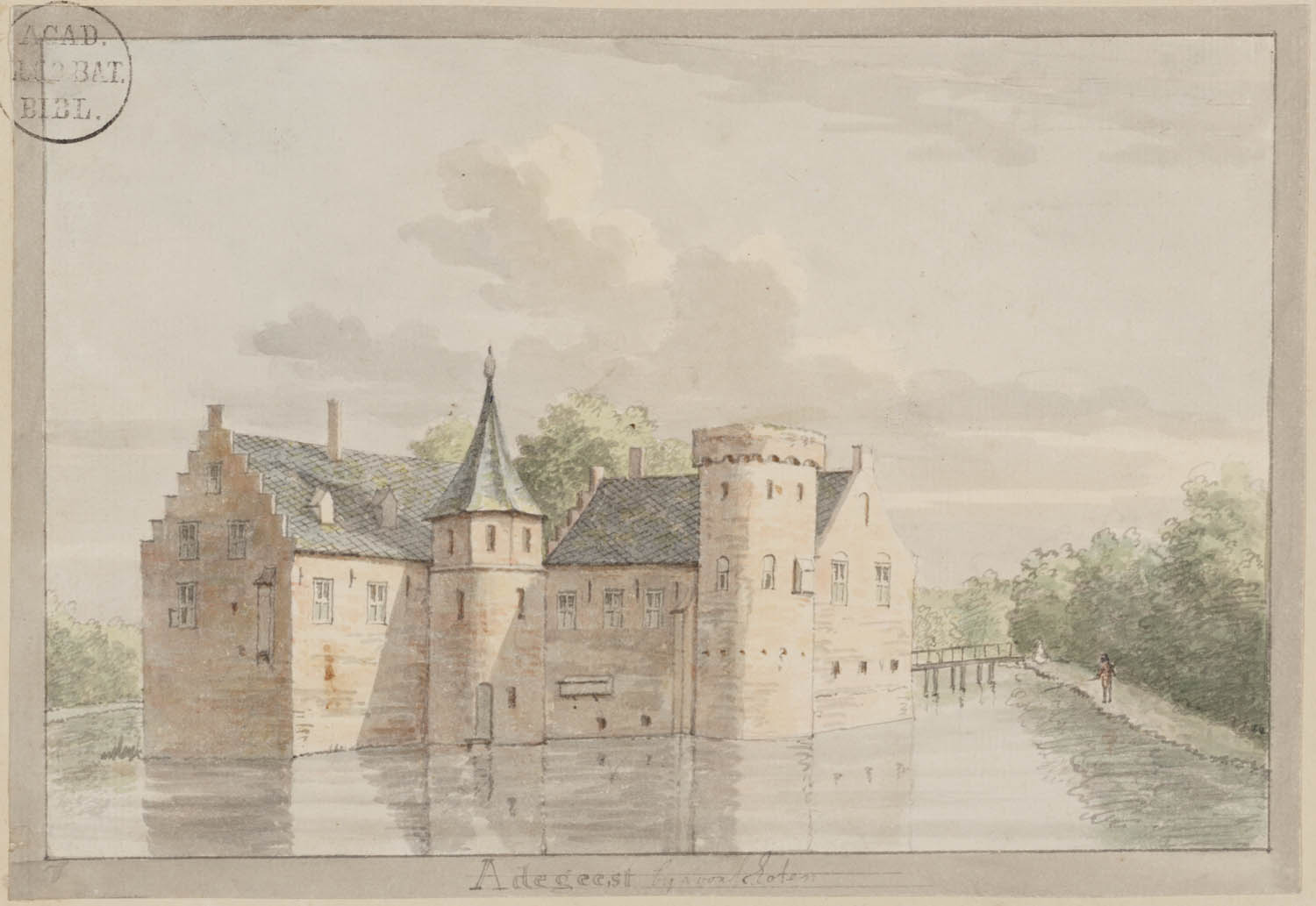
Fantasietekening uit de 18e eeuw van het middeleeuwse Adegeest
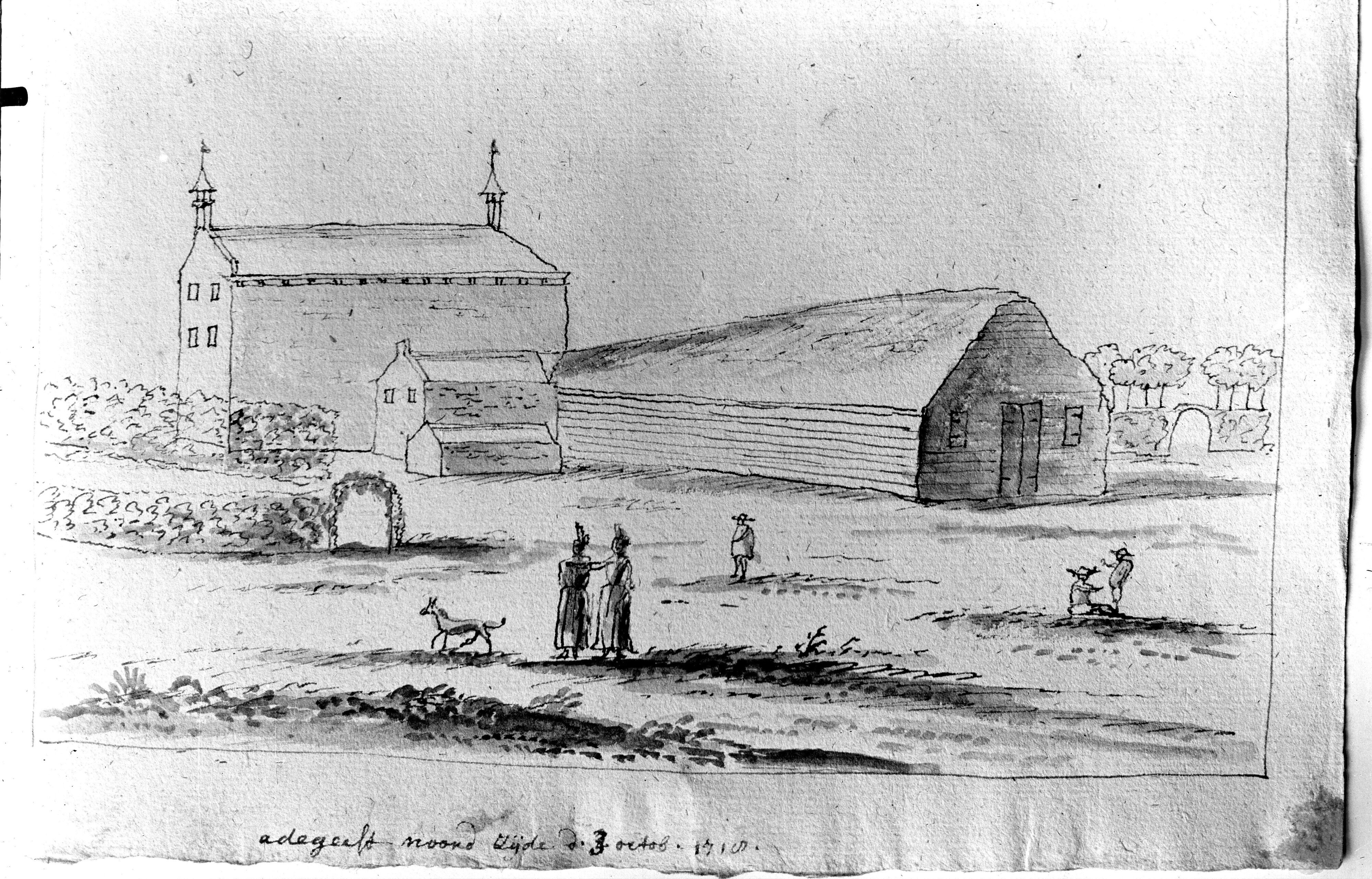
'Adegeest, noordzijde d. 3 Oct. 1718'
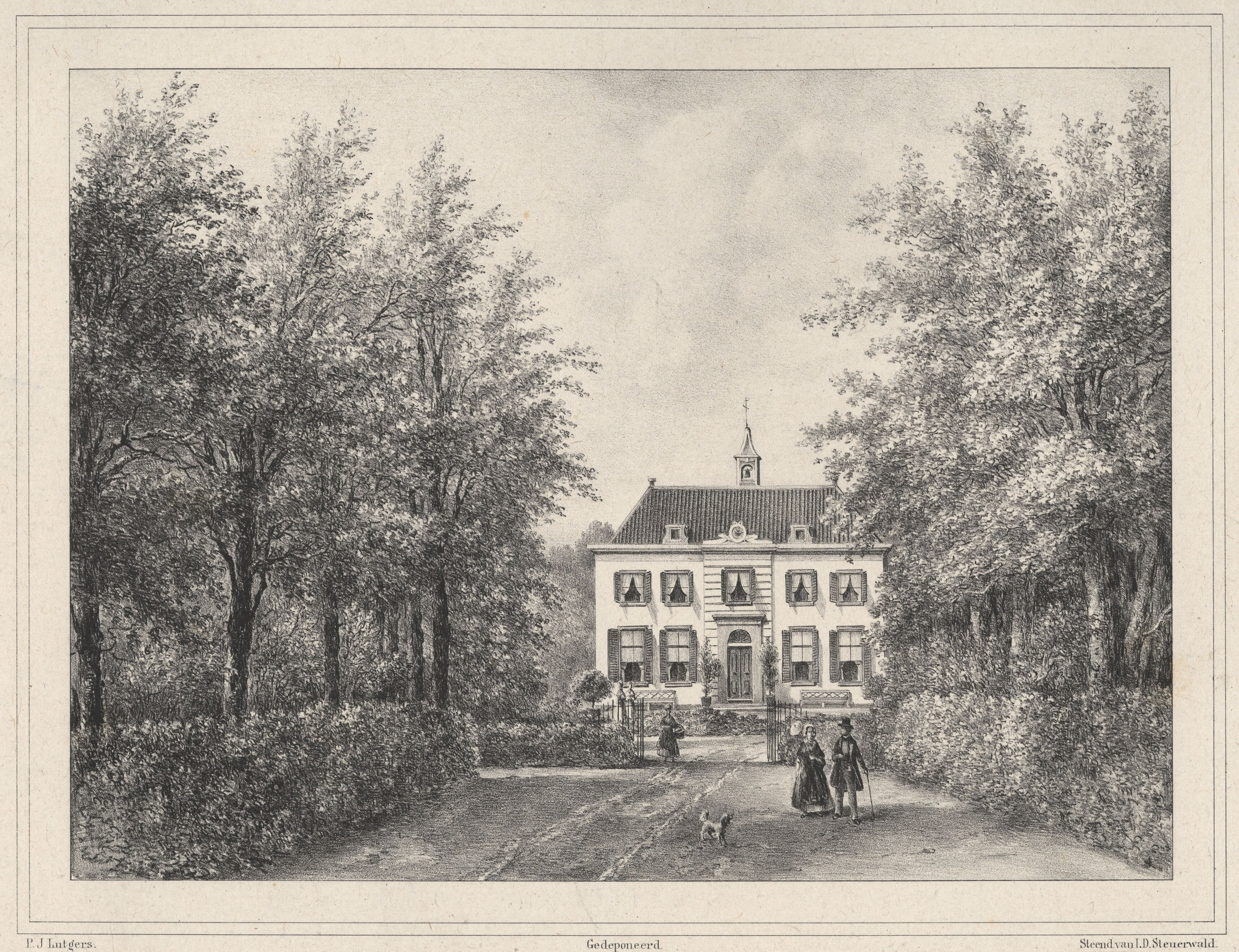
Het huis Adegeest, 1850
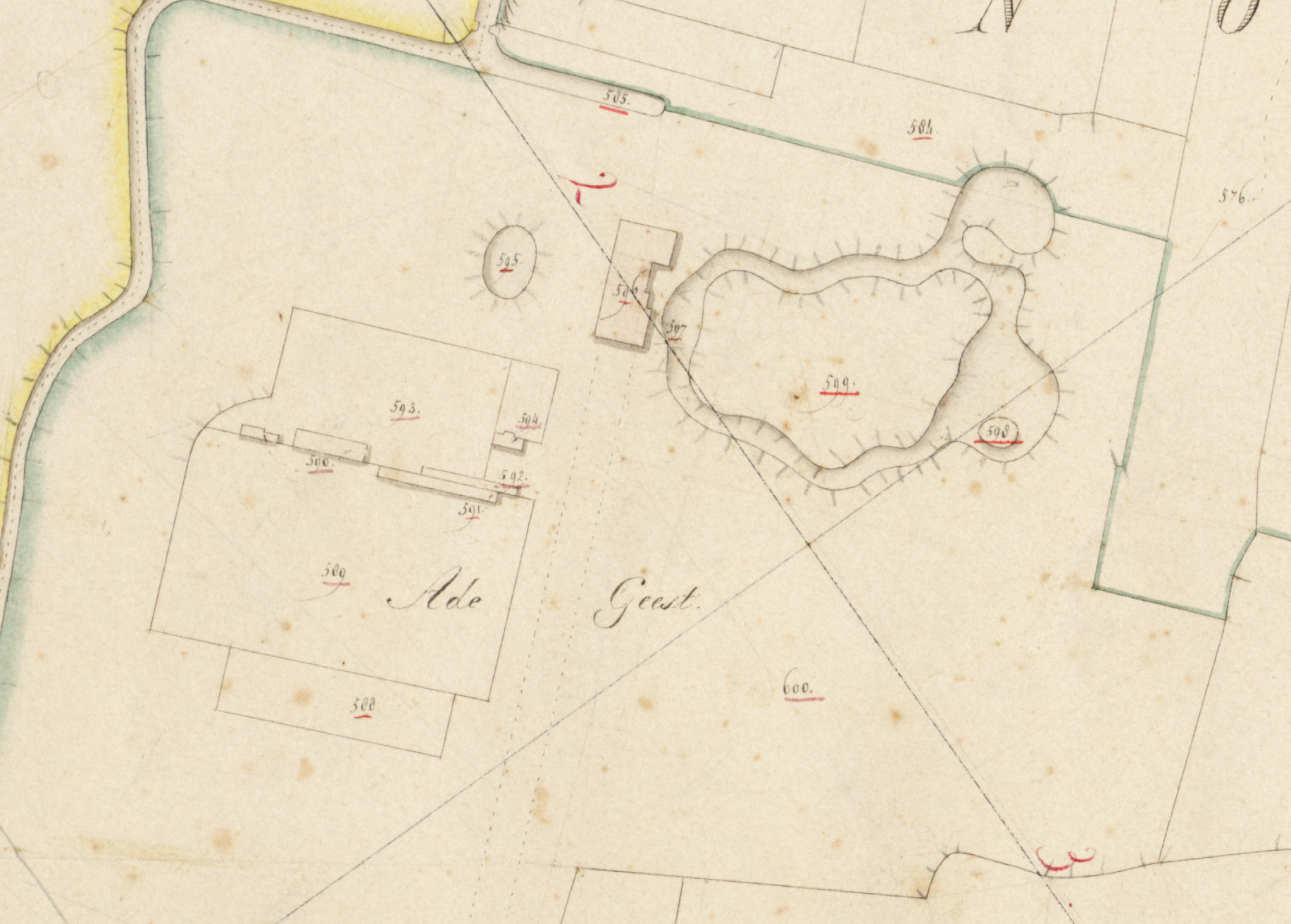
Adegeest op minuutplan Voorschoten (1811-1832)
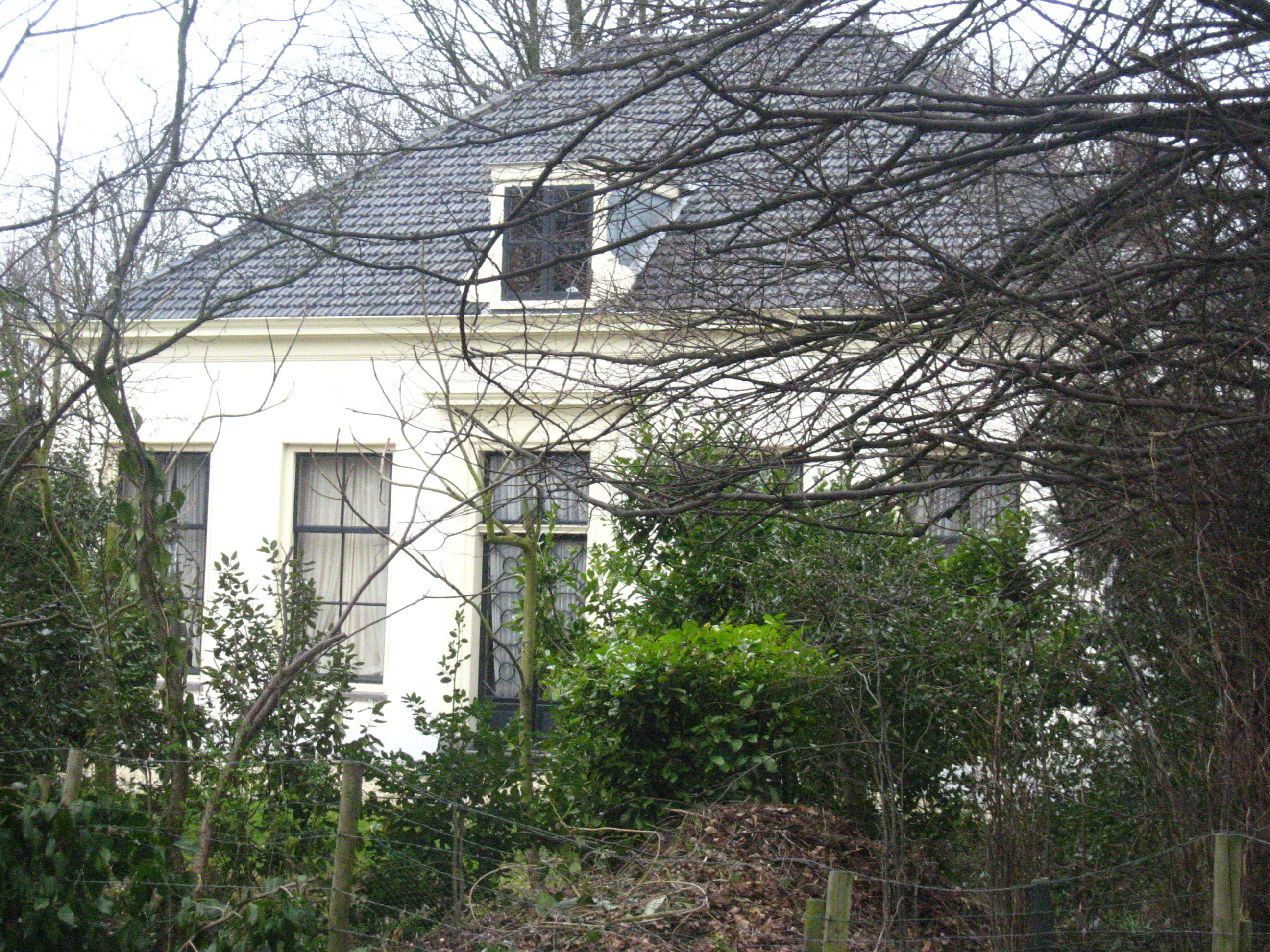
Boerderij Adegeest in 2010
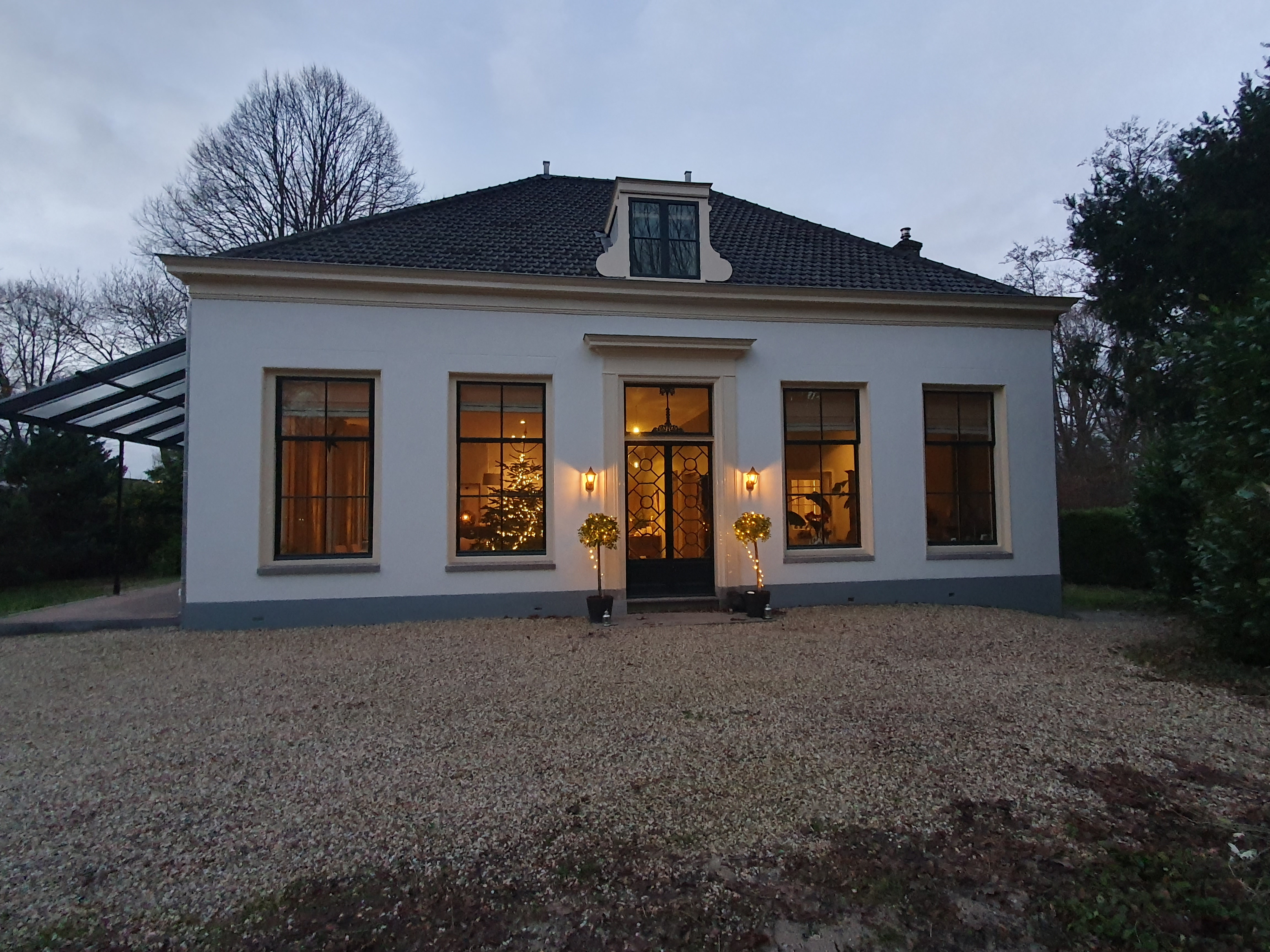
Vooraanzicht in 2024

Abbenbroek · Abspoel · Adegeest · Slot Alkemade ·  Altena · Arkelsburg · Bellesteyn · Huis ten Berghe · Binckhorst · Binnenhof · Blijdestein · Te Blotinghe · Boekenburg · Boekhorst · Boshuysen · Bulgersteyn · Burcht (Leiden) · Burcht (Voorne) · Slot Capelle · Coebel · Cranenburg · Crayestein · Cronesteyn · Crooswijk · Develstein · 't Huys Dever · Dirks Steenhuis · Ter Does · Duivenstein · Duivenvoorde · Endegeest · Endepoel · Foreest · Giessenburg · Gravensteen · Groot Haesebroek · 's Heeraartsberg · Hof van Wateringen · Holy · Slot Honingen · Kasteel van de Heren van Arkel · Kasteel van Gouda · Keenenburg · Kasteel Keukenhof · Klein Poelgeest · Huis te Langerak · Langestein · Huis te Liesveld · Ter Lips · De Loo · Madeburcht · Marenburch · Meerburg · Huis te Merwede · Huis ter Mey · Kasteel van der Meye · Niemandsvriend · Noordeloos · Oud-Berendrecht · Oud-Poelgeest · Oud Teylingen · Paddenpoel · Persijn · Groot Poelgeest · Hof van Putten · Puttensteyn · Landgoed De Raephorst · Kasteel Ravesteyn · Kasteel van Rhoon · Rijnegom · Rijnenburg · Huis te Riviere · Rodenburg · Hofstad Rodenrijs · Rodenrijs · Rosenburgh · Huis Roucoop · Santhorst · Schelluinderberg · Schonenburg · Kasteel van Schoonhoven · Souburgh · Spangen · Starrenburg · Huis ter Specke · Steenvoorde · Stenevelt · Slot Teylingen · Den Toll · Torenvliet · Slot Valckesteyn · Huis ter Waard · Warmont · Ter Weer · Hof van Wena · Kasteel Westerbeek · Huis te Woude · Kasteel van IJsselmonde · 't Zand · Huis Zevender · Kasteel aan de Zevender · Zijlhof · Zonneveld · Huis Zuidwijk · Zwieten